# Carlos Grosjean
 (mars 2009).
Si vous disposez d'ouvrages ou d'articles de référence ou si vous connaissez des sites web de qualité traitant du thème abordé ici, merci de compléter l'article en donnant les références utiles à sa vérifiabilité et en les liant à la section « Notes et références ».
Carlos Grosjean, né le 14 janvier 1929 à Barcelone et mort le 28 mai 2004 à Auvernier où il résidait, est une personnalité politique suisse, membre du parti radical-démocratique.

Il est le père du Conseiller d'Etat Neuchâtelois Thierry Grosjean.

## Biographie
Originaire de Plagne et de la Chaux-de-Fonds, il fait des études classiques au gymnase de cette dernière ville. Il étudie le droit aux universités de Neuchâtel et de Tübingen. Il obtient son brevet d'avocat en 1954 et pratique le barreau dès cette date. Carlos Grosjean devient juge suppléant au tribunal de la Chaux-de-Fonds. Il siège au Conseil général de sa ville de 1960 à 1965.
Le 25 avril 1965, il est élu au Conseil d'Etat du canton de Neuchâtel et se voit confier la direction du département de police et des travaux publics. Il siège au gouvernement cantonal jusqu'au 16 mai 1977. Dans ces fonctions, il s’occupe du tunnel de la Clusette, de la traversée de Neuchâtel par la route nationale A5 ainsi que de la loi sur l’aménagement du territoire. 
Carlos Grosjean est élu député au Conseil des États en 1969, d'abord par le Grand Conseil, puis, dès 1971, par le peuple. Il siège à la Chambre haute jusqu'en 1979, et préside notamment la Commission des affaires militaires de cette assemblée. Il s’oppose à l’article conjoncturel en 1973 puis après son départ du Parlement à l'adhésion à l’ONU (1986). 
Il préside par la suite le Conseil d'administration des chemins de fer fédéraux de 1978 à 1993. Carlos Grosjean siège également au Conseil de direction de la Banque nationale suisse de 1978 à 1993 ainsi qu’au Conseil d’administration de la Société de banque suisse. 
Atteint par la maladie, il se donne la mort au retour d’une assemblée d'une société immobilière. Ses obsèques sont célébrées à la collégiale de Neuchâtel.